# Nowe Strącze
Nowe Strącze (prononciation : [ˈnɔvɛ ˈstrɔnt͡ʂɛ]) est un village polonais de la gmina de Sława dans le powiat de Wschowa de la voïvodie de Lubusz dans l'ouest de la Pologne.
Il se situe à environ 8 kilomètres à l'est de Sława (siège de la gmina), 25 kilomètres au nord-ouest de Wschowa (siège de le powiat) et 48 kilomètres à l'est de Zielona Góra (siège de la diétine régionale).
Le village compte approximativement une population de 115 habitants en 2006.

## Histoire
Le nom allemand du village était Neu Strunz.
Après la Seconde Guerre mondiale, avec la mise en œuvre de la ligne Oder-Neisse, le village est intégré à la République populaire de Pologne. La population d'origine allemande est expulsée et remplacée par des polonais.
De 1975 à 1998, le village appartenait administrativement à la voïvodie de Zielona Góra.

Depuis 1999, il appartient administrativement à la voïvodie de Lubusz